# Jiří Gajdoš
Jiří Gajdoš (ur. 30 maja 1930 w Brnie, zm. 13 października 1987) – czechosłowacki inżynier i kierowca wyścigowy.

## Biografia
Syn Jana. Po ukończeniu Technicznej Akademii Wojskowej w Brnie pracował w zakładach Tatry w Kopřivnicy. Ściganie rozpoczął w 1960 roku samochodem Tatra T605. Następnie założył produkującą samochody wyścigowe markę Delfin. W 1964 roku wygrał w ramach Czechosłowackiej Formuły 3  wyścig w Brnie i został mistrzem serii. Ścigał się również samochodami sportowymi, takimi jak Porsche 356C, Lotus Europa czy MTX 2-01. Pracował później w Hucie Vitkovice.